# Городская усадьба В. Н. Грибова
Городская усадьба В. Н. Грибова — московское здание в стиле неоклассицизма, памятник архитектуры регионального значения. Адрес: Центральный административный округ, район Арбат, Хлебный переулок, дом 15.

## История
Особняк купца первой гильдии Владимира Назаровича Грибова (владелец торгового дом «Н. Ф. Грибов с сыновьями», который занимался оптовой торговлей тканями) был построен в 1909—1911 годах по проекту архитектора Б. Великовского и инженера А. Милюкова, при участии Л. А. Веснина (по другим данным — В. А. Веснина). Критики отзывались об особняке как о необычайно изящном и привлекательном.
После революции дом был национализирован, в нём располагалось военно-топографическое управление Красной Армии, затем общеобразовательная школа.
С послевоенного времени в доме располагается резиденция посла и бюро военного атташе королевства Бельгии, тогда же помещение и отреставрировано. Зимой 1961 года после гибели Патриса Лумумбы перед зданием проходили псевдостихийные митинги, во время которых здание забрасывали камнями и бутылками с чернилами.
По состоянию на 2018 год дом по-прежнему занимает резиденция посла королевства Бельгия и считается одной из самых представительных посольских резиденций в Москве.

## Описание

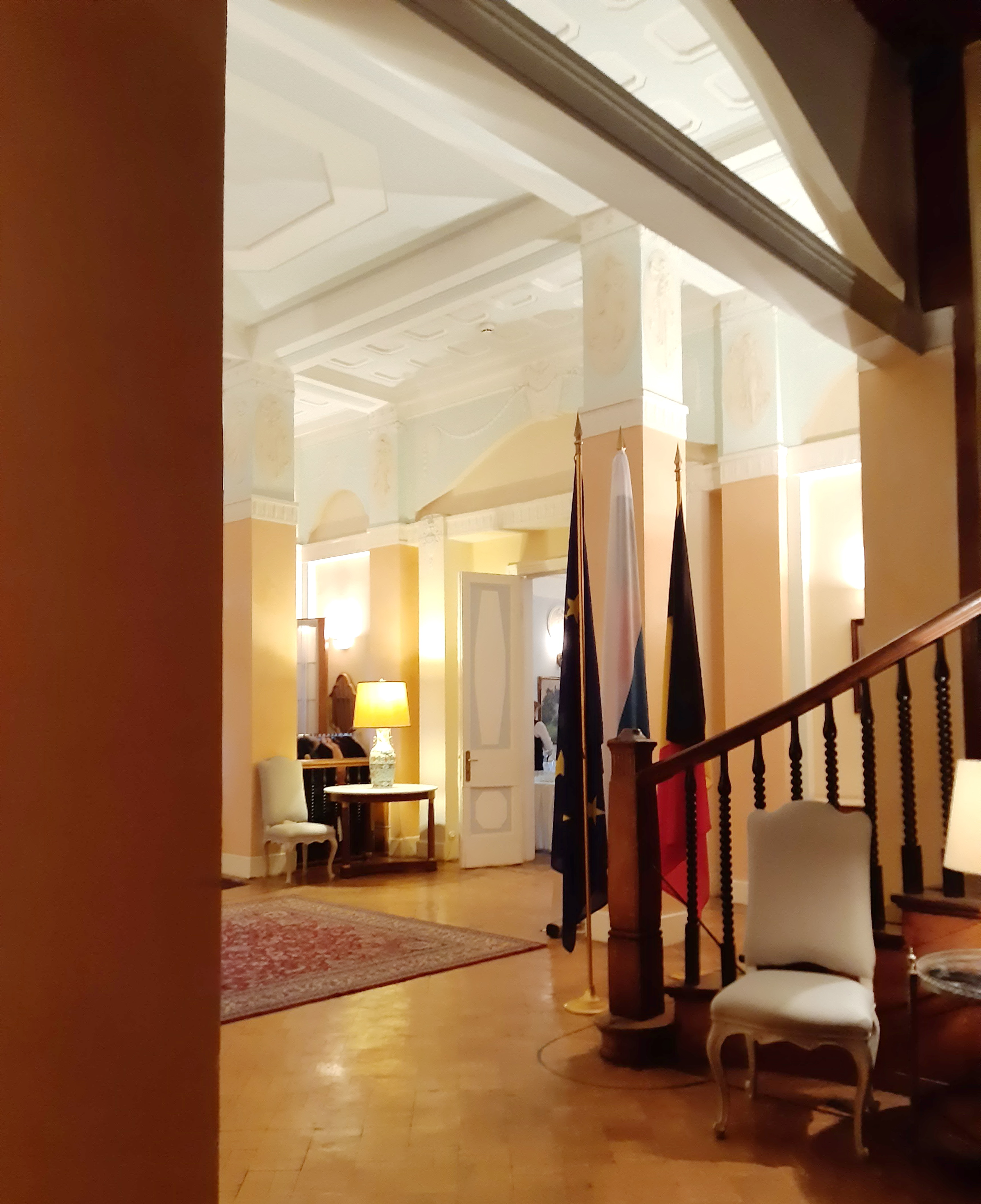
Холл

По желанию хозяина дома композиция фасада во многом повторила дом князя Н. С. Гагарина на Новинском бульваре (архитектор О. И. Бове, 1817 год, в 1941 году разрушен авианалётом), фасад которого, в свою очередь, восходит к дому Разумовских на Гороховом поле (1803, архитектор А. А. Менелас, ныне — ул. Казакова, 18).
Здание типично для московского неоклассицизма начала XX века. Центральная часть фасада украшена торжественным двойным портиком с ионическими колоннами, над которым расположен широкий балкон и фронтон с полукруглым окном. Между парами колонн по богам парадной лестницы расположились возлежащие чугунные львы. Фасад здания украшен барельефами с античными сюжетами, лепниной на окнах и карнизах.
Современное состояние дома хорошее. Сохранилось и было реставрировано великолепное внутреннее убранство особняка, выполненное в стиле классицизма второй половины XVIII века. Роспись потолка изображает античных граций в овальных гипсовых медальонах. Стены декорированы лепными гирляндами.
Практически в первоначальном виде сохранилась металлическая ограда с воротами.
Дворовые пристройки к дому являются строениями 2 и 3.